# Пальма, Хосе Хоакин
Хосе-Хоакин Пальма-Лассо (исп. José Joaquín Palma Lasso; 11 сентября 1844, Баямо, Куба — 2 августа 1911, Гватемала, Гватемала) — кубинский поэт, журналист и дипломат, автор гимна Гватемалы и известных стихотворений «Мрак души» и «Поэзия».

## Биография
Хосе-Хоакин Пальма-Лассо родился в Баямо 11 сентября 1844 года. Грамоте обучила его мать, занимавшаяся с ним чтением Библии. Детство провёл в сельской местности. В 1856 году вернулся в Баямо. Учился в монастыре святого Франциска, затем в знаменитой школе святого Иосифа, где среди учителей будущего поэта были Хосе Мария Исагуирре и Игнасио Мартинес Вальдес. После завершения образования был взят на место учителя начальных классов в школе святого Иосифа. Когда Игнасио Мартинес Вальдес был оклеветан и заключён в тюрьму, Хосе-Хоакин Пальма-Лассо ежедневно посещал его в тюрьме и читал ему классиков испанской литературы.
В 1864 году он ушёл из школы святого Иосифа и вместе с Франсиско Масео Осорио возглавил редакцию «Ла регенерасьон де Баямо». Газета была закрыта колониальной администрацией. В 1868 году с началом Большой войны Хосе-Хоакин Пальма-Лассо примкнул к Хосе Марти, с Карлосом Мануэлем де Сеспедесом и Максимо Гомесом.
Вскоре после этого умерла его жена Леонела дель Кастильо, от которой у поэта были два сына и дочь. Овдовев, он был вынужден отказаться от революционной борьбы и вернуться в Баямо, чтобы заботиться о своих детях. Но вскоре за публикации против рабства подвергся преследованию со стороны колониальной администрации, был арестован и выслан.
Сначала он оказался на Ямайке, откуда переехал в США. Затем предпринял путешествие из Перу до Гватемалы, куда прибыл в 1873 году. Он поселился в городе Гватемала, где продолжил заниматься поэзией, писать статьи для изданий и преподавать. Им был написан гимн Гватемалы, автор которого долгое время считался неизвестным. Поэт признался в авторстве только за год до смерти. В Гватемале у него установились дружеские отношения с гондурасцем Марко Аурелио Сото и с поэтами кубинцем Хосе Марти, никарагуанцем Рубеном Дарио и перуанцем Хосе Сантосом Чокано.
С 1870 года на дипломатической службе у Кубы. Служил консулом Кубы в Гватемале и Никарагуа. Также был директором Национальной библиотеки Гватемалы, профессором испанской литературы в юридической школе при Государственном университете Гватемалы и сотрудничал с печатными изданиями Рубена Дарио и Энрике Гомеса-Каррильо. В 1876 году служил секретарём у Марко Аурелио Сото, ставшего президентом Гондураса.
1 августа 1911 года поэт впал в агонию, в которой находился до самой смерти 2 августа. Государственные похороны состоялись 3 августа 1911 года. В 1951 году кубинское правительство приняло решение о перезахоронении останков поэта на родине. В том же году посмертно он был удостоен званий «Почётный гражданин Баямо» и генерал-майор армии Кубы.